# 里特里特角
76°55′S 162°33′E / 76.917°S 162.550°E
里特里特角（英語：Point Retreat），是南極洲的海岬，位於維多利亞地的斯科特海岸，處於卡爾高原東端，由英國探險隊命名，現時由南極條約體系管理。